# Metacnephia tamarinae
Metacnephia tamarinae är en tvåvingeart som beskrevs av Usova och Bazarova 1990. Metacnephia tamarinae ingår i släktet Metacnephia och familjen knott. Inga underarter finns listade i Catalogue of Life.